# 1980 في موريتانيا
فيما يلي قوائم الأحداث التي وقعت خلال عام 1980 في موريتانيا.

## سياسة

### تعيين في المنصب
- 12 ديسمبر – سيد أحمد ولد ابنيجاره رئيس وزراء موريتانيا.

### انتهاء فترة المنصب
- 4 يناير – محمد محمود ولد لولي رئيس موريتانيا.

## مواليد

### يونيو
- 21 يونيو – سيد علي البشير لاعب كرة قدم قطري.

## وفيات

### يوليو
- 1 يوليو – حرمة ولد بابانا (مواليد 1912) سياسي فرنسي.